# Robin Trower
Robin Leonard Trower (Catford, 9 marzo 1945) è un chitarrista, cantante e compositore britannico, noto per essere stato membro del gruppo rock Procol Harum e per la sua attività solista, considerato uno tra i più influenti della scena blues rock.

## Biografia

### I Procol Harum e la Robin Trower Band
Primo chitarrista elettrico ufficiale dei Procol Harum, abbandona la band nel 1971, per iniziare un nuovo progetto. Dopo una breve parentesi con i Jude insieme al cantante Frankie Miller, James Deware e Clive Bunker dei Jethro Tull.
Trower mantenne Dewar come suo bassista, che assunse anche la voce solista, e reclutò il batterista Reg Isidore (poi sostituito da Bill Lordan) per formare la Robin Trower Band nel 1973. In quel periodo divenne uno dei chitarristi rock più influenti e ispirò altre leggende della chitarra come Robert Fripp, che lo ha pubblicamente elogiato per il suo piegamento delle corde e la qualità dei suoi suoni. Collaborò anche con l'ex bassista dei Cream Jack Bruce, con il quale incise tre dischi.

### L'attività solista
Nel 1983 decise di abbandonare definitivamente il progetto della sua band, e di continuare la sua attività come solista, pubblicando album con soltanto il suo nome, e l'anno seguente partì per un nuovo tour., mentre nel 1985 pubblica il primo album solista, Beyond The Myst, seguiranno Passion, e Take What You Need.
Nel 1991 fece parte dell'evento Night of the Guitars, insieme ai chitarristi Rick Derringer, Ian Crichton, Dave Sharman, Jan Akkerman e Laurie Wisefield.
nel 2016, dopo dodici anni di assenza, tornò in tour negli Stati Uniti; proprio in quello stesso tour, ma nel 2018, durante una tappa nel Maryland, ha annunciato al microfono che non si sentiva bene (aveva sintomi influenzali), e recatosi nel backstage ha avuto un malore. È stato trasportato in ambulanza all'ospedale per le cure, e nel giro di un mese si ristabilì completamente.
Nel 2019, è stato annunciato che Trower aveva firmato con la Mascot Label Group, insieme all'annuncio di un nuovo album in studio, Closer To The Day.
L'album è stato pubblicato il 22 marzo 2019, mentre il suo tour di supporto è stato cancellato a causa della pandemia di COVID-19. Il 18 febbraio 2022, Trower ha annunciato il suo ultimo album in studio, No More Worlds To Conquer, insieme alla title track. Il disco è stato pubblicato il 29 aprile  dello stesso anno.

## Chitarre
È solito utilizzare chitarre Fender.

## Discografia

### Solista
- 1985 - Beyond the Mist
- 1987 - Passion
- 1988 - Take What You Need
- 1990 - In the Line of Fire
- 1997 - Someday Blues
- 2000 - Go My Way
- 2003 - Living Out of Time
- 2005 - Another Days Blues
- 2009 - What Lies Beneat
- 2010 - The Playful Heart
- 2013 - Roots and Branches
- 2014 - Something's About to Change
- 2016 - Where You are Going to
- 2017 - Time and Emotion
- 2019 - Coming Closer to the Day
- 2021 - United State of Mind
- 2022 - No More Words to Conquer
- 2023 - Joyful Sky

### Con i Procol Harum
- 1967 - Procol Harum
- 1968 - Shine on Brightly
- 1969 - A Salty Dog
- 1970 - Ain't Nothin' to Get Excited About
- 1970 - Home
- 1971 - Broken Barricades
- 1991 - The Prodigal Stranger
- 1995 - The Long Goodbye

### Con la Robin Trower Band
- Twice Removed from Yesterday (1973)
- Bridge of Sighs (1974)
- For Earth Below (1975)
- Robin Trower Live (1976)
- Long Misty Days (1976)
- In City Dream (1977)
- Caravan to Midnight (1978)
- Victims of the Fury (1980)
- Back It Up (1983)

## Filmografia

### Compositore

#### Cinema
- The Good Humor Man, regia di Tenney Fairchild (2005)